# ليليان سميث
ليليان سميث (بالإنجليزية: Lillian Smith)‏‏ (12 ديسمبر 1897 في جاسبر، فلوريدا - 28 سبتمبر 1966 في أتلانتا) روائية، ومحرِّرة، وناشِطة، ومقالاتية من الولايات المتحدة"Libris Katalogisering". ليبريس. 23 مايو 2005. مؤرشف من الأصل في 2019-12-14. اطلع عليه بتاريخ 2018-08-24..

## روابط خارجية
- ليليان سميث على موقع قاعدة بيانات برودواي على الإنترنت (الإنجليزية)